# Cornelio Geranzani
Cornelio Geranzani (Genova, 23 marzo 1880 – Genova, 18 ottobre 1955) è stato un pittore italiano della corrente divisionista.

## Biografia
Interruppe gli studi giuridici per avviarsi alla pittura, seguendo l'insegnamento di Giovanni Quinzio, allora direttore dell'Accademia Ligustica di Genova.
Dopo aver abbracciato inizialmente la teoria e la tecnica del puntinismo, si convertì ben presto da un paesaggio convenzionale alla tecnica divisionista.
Espose a Genova e Roma nel 1910.
Nel 1916 espose a Palazzo Bianco a Genova e nel 1917 a Milano.
Partecipò alla XIX biennale di Venezia.
Sue opere figurano alla Galleria d'arte moderna di Genova.